# St. Marien (Mulsum)

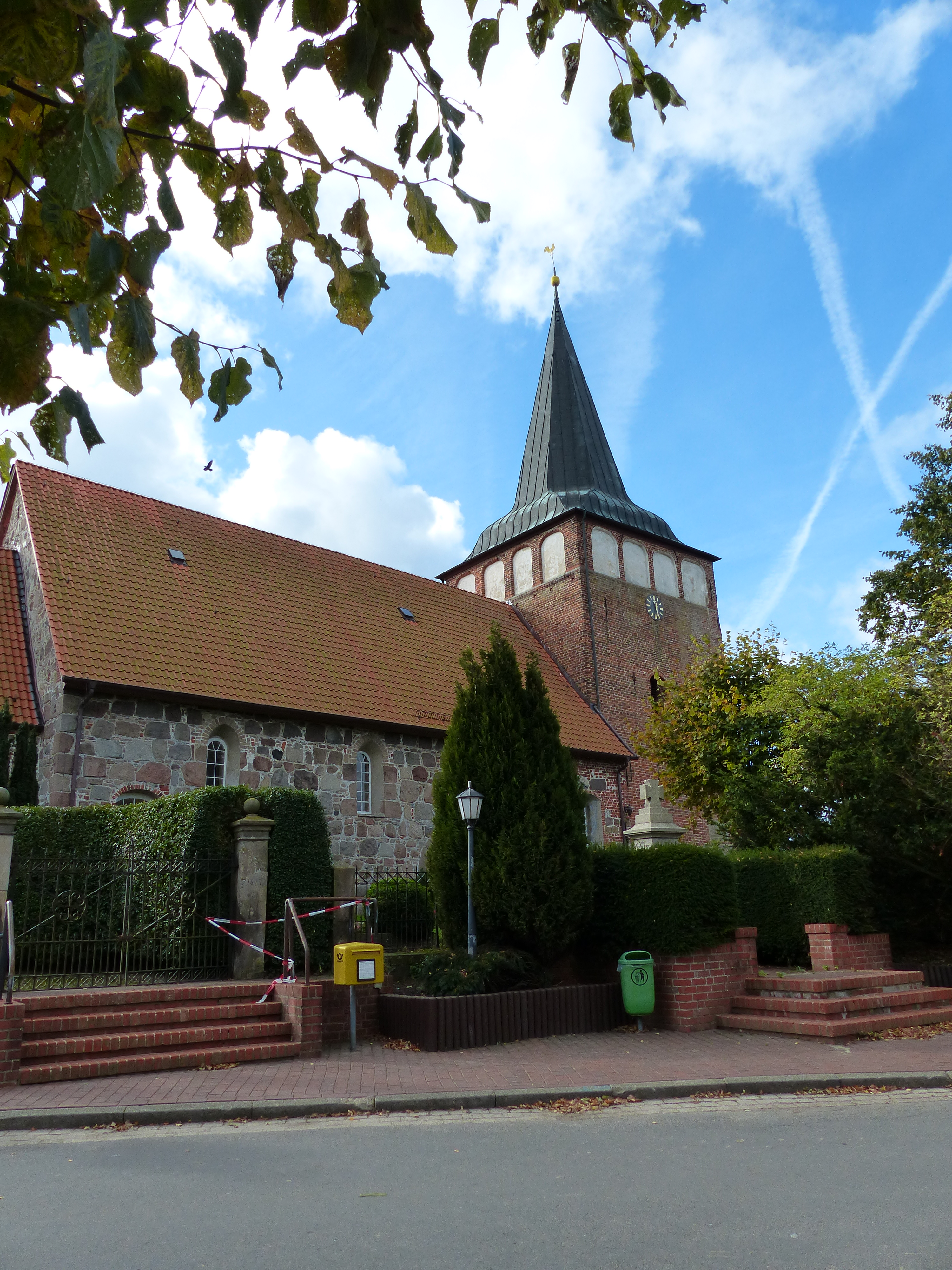
St. Marien

Die evangelisch-lutherische denkmalgeschützte Kirche St. Marien steht auf dem Kirchfriedhof von Mulsum, einem Ortsteil der Gemeinde Wurster Nordseeküste im Landkreis Cuxhaven von Niedersachsen. Die Kirchengemeinde gehört zum Kirchenkreis Wesermünde im Sprengel Stade der Evangelisch-lutherischen Landeskirche Hannover.
Das Gebäude steht unter Denkmalschutz (siehe auch Liste der Baudenkmale in Wurster Nordseeküste).

## Beschreibung
Von der Saalkirche wurden im 13. Jahrhundert auf einer Wurt zuerst das Langhaus und der quadratische, eingezogene Chor aus Feldsteinen und Tuff gebaut. Um 1500 wurde das Langhaus nach Westen verlängert und der wuchtige Kirchturm aus Backsteinen errichtet. Auf jeder Längsseite des Kirchenschiffs sind drei spitzbogige Fenster, die Laibungen sind aus Tuffstein. In der Stirnwand des Chores ist ein spitzbogiges Fenster, das von Bogenfenstern flankiert wird. Das Erdgeschoss des Turmes war ursprünglich gewölbt, heute ist es mit einer Flachdecke überspannt. Die obere, über das Satteldach des Langhauses hinausreichende Wandzone des Turms wird durch weiß verputzte, korbbogige Blenden gegliedert. Die Kirchenglocke wurde 1520 gegossen. Der achtseitige barocke Helm wurde erst 1750 aufgesetzt.
Der Innenraum des Langhauses ist mit einer Flachdecke aus Brettern überspannt. Der Chor hat ein kuppelartig überhöhtes Kreuzrippengewölbe mit dünnen Gewölberippen. Er ist mit Wand- und Deckenmalereien versehen. Vor dem Chor wurde um 1350 ein dreischiffiges Kreuzrippengewölbe in das Langhaus hineingebaut, um an der Nord- und Südwand zusätzliche Seitenaltäre unterzubringen. Vor dem spitzen Chorbogen steht ein um 1500 errichteter Lettner. Der Raum über diesem wurde nachträglich abgeteilt.
Der Flügelaltar entstand um 1430, die Predella wurde 1621 erneuert. Gleichzeitig wurde über dem Schrein ein Altarretabel hinzugefügt. In der Mitte ist ein Marienbildnis dargestellt, auf den Innenseiten der Flügel stehen in zwei Reihen übereinander 20 Statuetten von Aposteln und weiteren Heiligen. Der Kanzel vom Anfang des 16. Jahrhunderts wurde 1746 der Schalldeckel hinzugefügt. An der Nordwand des Langhauses stehen zwei durch Pilaster gegliederte Priechen. Eine kleine geschnitzte Kreuzigungsgruppe aus dem frühen 16. Jahrhundert ist der Rest eines Altars. Zeitgleich entstand eine Mondsichelmadonna. Zwei runde Medaillons aus Sandstein mit der Darstellung eines Marienbildnisses und der Anna selbdritt sind verwittert, da sie sich ursprünglich außen an der Westwand befanden. 
Die Orgel mit 14 Registern, verteilt auf zwei Manuale und das Pedal, wurde 1895 von den Gebrüdern Peternell gebaut.
Im Kirchturm hängen zwei historisch wertvolle Glocken aus Bronze:
- Glocke 1 wurde 1586 von Brun Hemminckhusen aus Lübeck gegossen. Sie hat einen Durchmesser von 1410 mm und wiegt 1550 kg; der Schlagton ist cis'-7.
- Glocke 2, die Annaglocke, wurde 1520 von Hinrick Kock aus Hamburg gegossen. Sie hat einen Durchmesser von 1216 mm und wiegt 1150 kg; der Schlagton ist fis'-6.

An der Nordseite des Kirchturms ist ein Nivellementspunkt der Königlich Preußischen Landesaufnahme angebracht.